# María Dolores Jaramillo
María Dolores Jaramillo (Bogotá, 1949) es una investigadora y crítica literaria colombiana. Cofundadora, directora y profesora titular del Departamento de Literatura de la Universidad Nacional de Colombia, con doctorado en la Universidad de la Sorbona, Francia.

## Biografía
Realizó estudios de  filosofía y letras,  y psicología, en la Pontificia Universidad Javeriana de Bogotá.  Doctorado en filosofía y letras en la misma universidad, y Doctorado en Literaturas hispánicas en la Universidad de la Sorbona, 1974. Ha sido profesora visitante en el King's College y el Goldsmith's College  de la Universidad de Londres, 1993-1994. Realizó  estudios en  Inglaterra, Francia y España.

## Publicaciones
Es autora de dos libros de ensayos titulados «José Asunción Silva, poeta y lector moderno».  Bogotá: Ayala Editores  2001.Y «Emilio Cioran: creencias y esperanzas de un escéptico». Bogotá: Ayala Editores, 2002.
Sus trabajos  han sido publicados en diversas revistas, como la Revista de la Universidad de Antioquia,  Aleph de Manizales, Iberoamericana de Pittsburgh, Revista Casa de Poesía Silva, Revista de Estudios colombianos, Revista Hispamérica,  Revista Thesaurus del Instituto Caro y Cuervo, Suma Cultural, Universitas Humanistica, y las revistas Palimsesto,  Ideas y Valores, Literatura y Trans de la Universidad Nacional de Colombia.
Asimismo, ha publicado distintos estudios sobre el nadaísmo colombiano y los poetas Gonzalo Arango, Amílcar Osorio y Eduardo Escobar.
Ha realizado varias publicaciones con la Coorporación Otraparte de Medellín y la revista Aleph de Manizales sobre el nadaísmo, su valor ético, sus  logros estéticos, y sus aportes históricos, literarios y culturales. Elaboró y publicó un número monográfico sobre Fernando González con la revista Aleph, y un  monográfico sobre el poeta Eduardo Escobar con la misma revista. 
Entre sus investigaciones y lecturas filosóficas principales se  destacan E. Cioran, F. Nietzsche, J.P. Sartre, A. Camus, M. Heidegger, y los colombianos Ferrnando González  y F. Téllez. Sobre  Freddy Téllez tiene un trabajo titulado Filosofía, exilio y utopía: diálogo con Freddy Téllez" publicado en la Revista Palimpsesto No. 4, Bogotá: Universidad Nacional de Colombia, 2004, p. 140-148. 
Se encuentran dos  trabajos suyos en los portales de la Coorporación Otraparte:  el titulado Fernando González, filósofo, y Valores estéticos de Gonzalo Arango.